# Echiniscus limai
Echiniscus limai är en djurart som tillhör fylumet trögkrypare, och som beskrevs av da Cunha och do Nascimento Ribeiro 1964. Echiniscus limai ingår i släktet Echiniscus och familjen Echiniscidae. Inga underarter finns listade i Catalogue of Life.